# Antonio de Tomaso
Antonio de Tomaso (Buenos Aires, 26 de junio de 1889 - Buenos Aires, 3 de agosto de 1933), fue un abogado, dirigente político y parlamentario argentino. Fue un destacado miembro del Partido Socialista desde su juventud, hasta que se convirtió en líder del Partido Socialista Independiente, cuando se escindió del tronco original socialista en 1927. Ejerció como diputado nacional entre 1914 y 1930. Finalmente, fue ministro de Agricultura en el gobierno del general Agustín P. Justo entre febrero de 1932 hasta su muerte en agosto de 1933. 

## Primeros años
Antonio De Tomaso nació en un modesto hogar de inmigrantes italianos con afinidades anarquistas en el porteño cruce de Agüero y Cabrera el 26 de junio de 1889. Era hijo de Saverio Di Tomasso, albañil, y Filomena Bruno, costurera. Sus hermanos fueron Severo, Ángela, Rosa y José (que también militó en el socialismo). Casado con Isabella María Esther Ceballos, con quien tuvo a sus hijos Marcelo, Alejandro, Jaime y Carlos. 

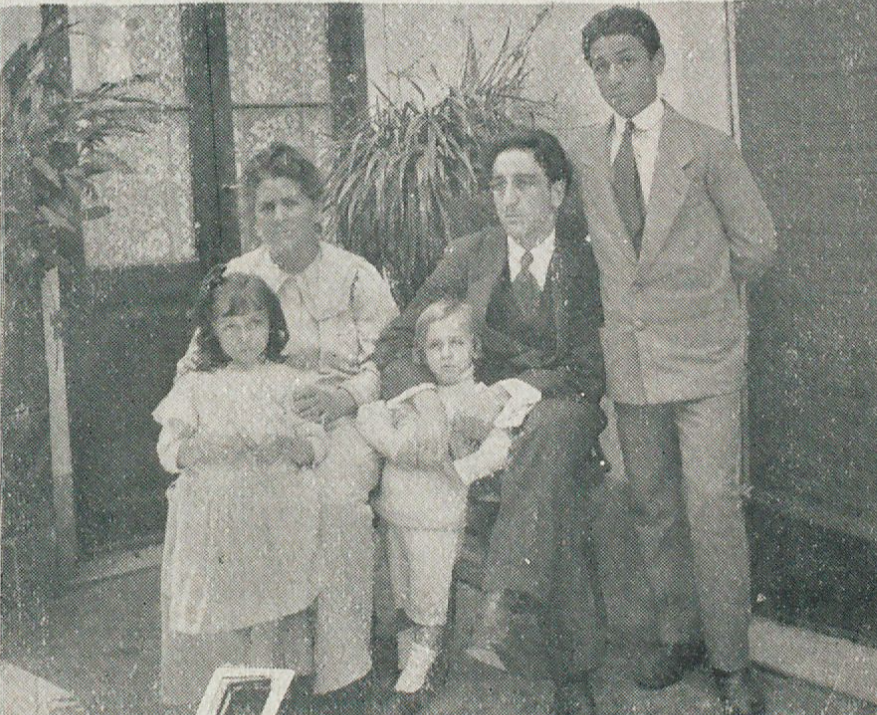
De Tomaso junto a su madre y sus hermanos en 1914.

De Tomaso había terminado sus estudios secundarios en el Colegio Nacional Oeste de la Capital Federal y se graduó de abogado en 1914 en la Facultad de Derecho de la Universidad de Buenos Aires. A los diecisiete años, en junio de 1907, un joven De Tomaso ingresó en las filas del Partido Socialista bajo el patrocinio de Alfredo Palacios, a quien había conocido en los inicios de su carrera universitaria mientras el exdiputado se desempeñaba como profesor de la facultad. Gracias a sus habilidades como escritor y orador, avanzó rápidamente en las filas del partido. El Comité Ejecutivo del PS lo seleccionó como orador en el acto de Plaza Constitución del 7 de mayo de 1909, durante la semana de la huelga general tras la masacre de la Plaza Lorea el 1 de mayo.
En 1908, a los diecinueve años, ganó por concurso el puesto de taquígrafo en el Congreso Nacional, en esos tiempos castellanizó su apellido pasando de ser Di Tomasso, a De Tomaso. En 1911 a causa de sus actitudes y sus primeras intervenciones en reuniones obreras complicaron su trayectoria en el Congreso, siendo finalmente destituido por el presidente de la Cámara de Diputados, Eliseo Cantón.

## Sus tiempos en el Partido Socialista
En 1914, poco antes de graduarse como abogado y poco tiempo antes de cumplir 25 años, De Tomaso fue electo diputado nacional por la Capital Federal en representación del Partido Socialista. Cuando hacía posesión de su banca, el 11 de mayo de 1914, le faltaba más de un mes para tener la edad exigida por la Constitución. En 1917, estuvo entre los firmantes de una declaración que solicitaba al presidente Hipólito Yrigoyen hacer uso de buques de marina de guerra para efectivizar el comercio argentino en el marco de la guerra submarina de la Primera Guerra Mundial. A pesar de la actitud neutralista mayoritaria que había expresado el PS respecto de la Primera Guerra Mundial en 1917, De Tomaso, junto a Juan B. Justo y Nicolás Repetto, promovieron en el Congreso de la Nación la ruptura de relaciones con Alemania y sus aliados. 
En el inicio del año 1919, De Tomaso viajó hacia Europa acompañado por Juan B. Justo, ejerciendo como delegados en el Congreso Internacional de Berna de la Internacional Socialista, que se reorganizaba tras la Primera Guerra Mundial. Durante su estancia en Berna, entabló encuentros con diversas personalidades, entre ellas el menchevique ruso Pavel Axelrod y entrevistó a Alexander Kerensky, quien había presidido el gobierno provisional ruso en 1917. Durante el Congreso de Berna, De Tomaso reclamó el abono de salarios en moneda estable y abogó por el mantenimiento de relaciones comerciales internacionales amplias, sin excluir a las naciones vencidas en la guerra, alineándose con los intereses de Argentina.
A fines de 1920, en carácter de miembro del Comité Ejecutivo del PS, impulsó la expulsión de los afiliados que se identificaban con las posturas “terceristas” (partidarios de la Revolución Rusa y de la Tercera Internacional). En el Congreso del PS llevado a cabo en Bahía Blanca en enero de 1921 sostuvo la posición antitercerista contra lo propuesto por el senador Enrique del Valle Iberlucea, logrando finalmente que la votación se volcara en su favor y que aseguró la pertenencia del PS a la Segunda Internacional. Hacia 1921 De Tomaso había alcanzado una enorme influencia dentro del partido: era el secretario general del PS. Además, estaba casado con Victoria Gucovsky, hijastra de Nicolás Repetto, lo que también lo vinculaba familiarmente al partido. Cuando su esposa se instaló en 1914 en la provincia de Córdoba para reponerse de una pleuresía, la visitó regularmente. Pero hacia 1921 se divorció de ella, siendo su amigo Federico Pinedo su abogado en el juicio de divorcio, y se casó tiempo después con María Esther Ceballos, descendiente del virrey Pedro de Cevallos, con quien tuvo cuatro hijos (Marcelo, el empresario Alejandro, Jaime y Carlos)—, lo que provocó una ruptura personal con Repetto, que tendría graves consecuencias políticas.
Fue candidato a Vicepresidente en las Elecciones presidenciales de Argentina de 1922 acompañando a Nicolás Repetto.
La tensión se intensificó cuando Repetto comenzó a argumentar públicamente, a principios de 1923, la contradicción entre la militancia socialista del "grupo de los abogados", que integraba al mismo De Tomaso, Federico Pinedo, Mario Bravo, y otros, y ciertas defensas que habían llevado a cabo en causas penales consideradas "inmorales". El conflicto concluyó con dicha actividad profesional reglamentada y la profundización de la división entre los “detomasistas” y los “repettistas”.
En el Congreso Extraordinario del Partido celebrado en Córdoba en enero de 1925, De Tomaso defendió posturas en relación con el salario mínimo, el servicio militar y el federalismo, desencadenando intensos debates. En el primer punto, propuso restringir la fijación de un salario mínimo a los trabajadores del Estado, mujeres y niños, excluyendo a los trabajadores adultos del sector privado. En cuanto al segundo punto, afirmó que la cláusula del programa del PS sobre la "supresión del ejército permanente y organización de la milicia ciudadana" no debía interpretarse en clave antimilitarista ni como abogando por la anulación de toda fuerza armada; abogó por la necesidad de un ejército al estilo suizo, con un servicio militar de tres meses. Sus posturas federalistas fueron impugnadas por Joaquín Coca, quien argumentó que el socialismo era inherentemente unitario, por lo que abogó por la eliminación del Senado y de los gobiernos provinciales.
Fue reelecto como diputado nacional sin interrupción desde 1914 hasta 1930, cubriendo los períodos 1914-1918, 1918-1922 y 1922-1926 por el PS. Reelecto por el mismo en 1926, al año siguiente lideraría la fundación del Partido Socialista Independiente, quedando como representante de éste en el Congreso. Fue también candidato a vicepresidente por el PS en la fórmula encabezada por Nicolás Repetto en las elecciones presidenciales de 1922.

## Fundación del PSI y Revolución de 1930
La crisis interna que sufría el Partido Socialista desde 1923 entre “detomasistas” y los “repettistas" estalló en junio de 1927 cuando otro conflicto dividió a la bancada socialista en dos partes: De Tomaso y los futuros “independientes” votaron en contra de retirar el proyecto de intervención federal a la provincia de Buenos Aires, bastión yrigoyenista, que había presentado el diputado Adolfo Dickmann a fines de junio de 1927 y que luego el mismo Dickmann y los diputados socialistas, bajo influencia de Juan B. Justo, decidieran retirar tras la anulación de una ley bonaerense que habilitaba públicamente el juego. Algunos diputados encabezados por De Tomaso no aceptaban la resolución del bloque de diputados y llevaron el conflicto al comité ejecutivo, bajo propuesta de Bunge, donde se produjo un empate. A pesar de las gestiones conciliadoras de Mario Bravo, no se pudo evitar la división. El 7 de julio, De Tomaso, Augusto Bunge, Héctor González Iramain, Pinedo, Fernando de Andreis, Ricardo Belisle, Edmudo S. Tolosa, Juan F. Remedi, Pedro Revol, y Agustín S. Muzio integraron un nuevo bloque en la cámara de Diputados. De Tomaso encabezó las firmas del Manifiesto de ruptura “Estamos donde estábamos”, con fecha del 11 de julio de 1927, en el que el grupo de diputados y concejales socialistas anunciaba la formación de grupos parlamentario y comunal independientes. De Tomaso presidió el Congreso Constituyente del nuevo partido reunido el 7 de agosto de ese año, que adoptó el nombre de Socialista Independiente, y fue el primer director del que sería su diario oficial, Libertad, que apareció el 17 de agosto. 

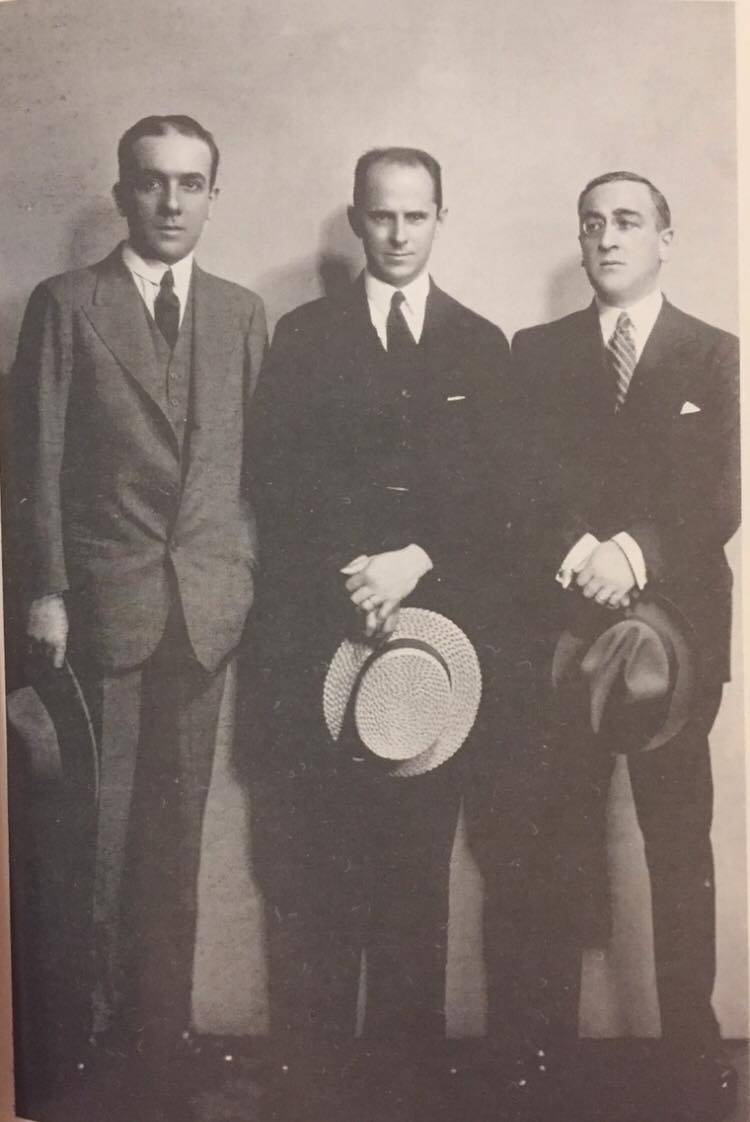
Junto a Pinedo y González Iramain en 1927

Luego del gran triunfo electoral del PSI en la Capital Federal en las elecciones legislativas de marzo de 1930, De Tomaso era reelecto como diputado nacional y su partido reunía un bloque de 16 diputados. Los socialistas independientes, aliados con los radicales antipersonalistas, los conservadores y el sector militar liberal, encarnado por el general Agustín P. Justo, emitieron una serie de informes contra el presidente radical Hipólito Yrigoyen, cuyo principal vocero fue el diario Crítica, cuyo director, Natalio Botana, era amigo de De Tomaso desde enero de 1919. De Tomaso fustiga al gobierno yrigoyenista en la prensa y en una serie de actos públicos a lo largo de 1929 y 1930, llegando a pedir el juicio político al presidente. Fue uno de los firmantes del “Manifiesto de los 44”, en el que senadores y diputados del socialismo independiente y del conservadurismo (conservadores de las provincias y socialistas independientes) denunciaban el descalabro económico y la violación de la Constitución Nacional por parte de Yrigoyen y convocaban a la acción coordinada en defensa de la “legalidad” y el cumplimiento de la Constitución. En el acto de “los cuarenta y cuatro” del 27 de agosto de 1930 en el Teatro Pueyrredón de Flores, De Tomaso fue uno de sus principales oradores.
A mediados de agosto, De Tomaso y Federico Pinedo toman contacto con el general Justo para saber que era lo que estaba sucediendo dentro del Ejército. En la entrevista que mantuvieron, Justo les confirma que hay avanzados trabajos revolucionarios en el Ejército y adelanta que el general Uriburu, por el prestigio que gozaba entre sus camaradas, era el candidato elegido para encabezar el levantamiento. Justo les dijo también que él estaba alejado del movimiento por discrepancias con Uriburu sobre el sentido del movimiento militar y sobre las orientaciones futuras del gobierno que se establecería. Una semana más tarde se organizó una reunión entre Uriburu y Justo que no sería fructífera. En los últimos días de agosto el levantamiento militar ya era palpable y Justo le ordena a sus partidarios dentro del Ejército integrarse al golpe para que los nacionalistas no se apoderan del poder en el gobierno que se impondría. A la vez que esto sucede los partidos políticos (principalmente los socialistas independientes, los radicales antipersonalistas y los conservadores) también deciden plegarse a lo que el general Justo realizaba.
En la noche del 5 de septiembre, De Tomaso se presentó en el diario Crítica junto al bloque de 44 diputados opositores, el coronel José María Sarobe,partido gobernante radical entre "personalistas" alineados con Hipólito Yrigoyen y "antipersonalistas", lideró una escisión en el Partido Socialista, dando lugar al Partido Socialista Independiente (PSI) y parte del radicalismo antipersonalista y militares que respondían al general Justo. Aquí este grupo presentó la proclama revolucionaria para que fuera publicada al otro día por el diario. Luego partió desde la sede de Crítica con destino a Campo de Mayo, desde donde arengó a las tropas revolucionarias.
En octubre de 1930, pocas semanas después del golpe, integra una comisión junto a algunos ex legisladores Antonio Santamarina, Rodolfo Moreno, Miguel Ángel Cárcano, entre otros) para organizar la llamada Federación Nacional Democrática, una nueva agrupación política que intentaba combatir los proyectos del gobierno de facto de Uriburu para reformar la Constitución Nacional y que buscaba el restablecimiento democrático en el país. Desde ese mes de octubre las columnas de De Tomaso en el mismo Crítica expresan el pase del socialismo independiente a la oposición, dado el giro que adopta el gobierno de Uriburu de establecer medidas de tinte fascista. A fines de marzo de 1931, pronuncia un discurso donde fustiga la permanencia del estado de sitio y la censura así como la amenaza manifestada por el gobierno provisional ante el inminente triunfo del radicalismo en las elecciones provinciales de abril en Buenos Aires y Santa Fe, llamando a respetar la voluntad popular expresada en las elecciones.
En el acto político del 1 de mayo de 1931, por el Día del Trabajador, De Tomaso condenó la "política electoral de unicato" implementada por Matías Sánchez Sorondo, ministro del Interior del gobierno de Uriburu. Además, encabezó una incisiva campaña contra el interventor de la UBA, Benito Nazar Anchorena, a través de las páginas de Libertad, denunciando despidos de profesores y arrestos de líderes estudiantiles y cuestionando la reforma al Estatuto Universitario realizada por decreto. Días después, el 7 de mayo, condenó la clausura temporal del diario Crítica en un editorial de Libertad. Al día siguiente, Libertad también fue clausurado, llevando a De Tomaso a fundar y dirigir el Diario Socialista Independiente en su lugar.

## Ministro de Agricultura
Para las elecciones generales de 1931, el PSI apoyó la candidatura presidencial del general ingeniero Agustín P. Justo, integrando la alianza política conocida como la Concordancia, junto al Partido Demócrata Nacional y la UCR Antipersonalista. La plataforma económica del PSI para las elecciones generales de 1931 proponía el saneamiento monetario; supresión gradual de impuestos aduaneros y al trabajo útil, sustituyéndolos por gravámenes a las rentas y a la transmisión gratuita; impuesto a la tierra libre de mejoras; impuestos progresivo sobre propiedades rurales de acuerdo con su valor y extensión; nacionalización del petróleo, hierro y hulla. De Tomaso fue candidato a senador nacional por la Capital Federal pero no fue electo. 

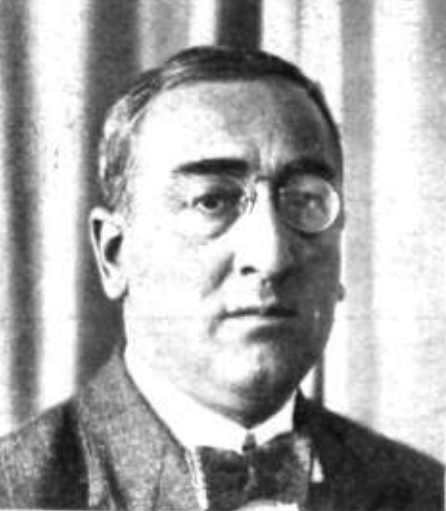
De Tomaso como ministro de Agricultura

Triunfante la fórmula encabezada por el general ingeniero Agustín P. Justo, De Tomaso fue designado Ministro de Agricultura, cargo desde el cual dio impulso, entre otras medidas, a la Ley de Granos, la Ley de Elevadores de Granos, la Ley de Colonización, fortaleció YPF mediante la redacción, de su autoría, de la Ley Orgánica de la empresa y creó la Comisión Nacional de Carnes. En su discurso en la Exposición Anual de 1932 organizado por la Sociedad Rural Argentina, reconocía que su ministerio se había fijado esa defensa y asumía el objetivo de lograr el restablecimiento de la economía agropecuaria, que definía como las grandes industrias básicas del país y de su crecimiento. Allí instó a los ganaderos a asumir un papel empresario en la industrialización y comercialización nacional e internacional con la organización del frigorífico nacional, disputando el control de esas actividades al capital extranjero: "El problema consiste en organizar mejor la producción, la industrialización y el comercio de carnes, dentro y fuera de la República, y en que los productores entiendan, por fin, que es vital para ellos no abandonar exclusivamente a otros intereses privados estas dos últimas actividades".
En 1932, tras cuatro años de tratativas por parte del Patronato Sirio-libanés de Protección al Inmigrante, la Dirección de migraciones -entonces bajo la órbita de De Tomasso- concedió a los inmigrantes de origen levantino los mismos beneficios que recibían los de procedencia europea para inmigrar; dado que la Constitución promovía la inmigración estrictamente europea y no la del Levante y los procedentes de esa región tenían más problemas para ingresar al país.
Durante los primeros meses de la presidencia de Justo, De Tomaso se había convertido en uno de los principales colaboradores y hombres de confianza del presidente en las cuestiones relacionadas con la política interior y económica. Tanto era así que Justo pensaba en De Tomaso como su sucesor en la presidencia, hecho que no se cumpliría debido a su muerte en agosto de 1933.

## Muerte y homenajes
En octubre de 1932 se difundió que una insuficiencia cardíaca deterioraba su salud. Como consuelo a su enfermedad, sin dejar de ejercer su ministerio, tradujo el poema “Si...” de Rudyard Kipling que publicó Crítica. 
Ya muy enfermó, en una nota enviada a los afilados del socialismo independiente en ocasión de los actos políticos por el 1 de mayo de 1933 y publicada para el diario Libertad, De Tomaso escribió: "Nuestra doctrina sobre la libre circulación de las cosas; nuestro incesante bregar contra el estéril y aislador nacionalismo económico, cobran hoy fuerzas y prestigios nuevos. No se ve para el mundo, en medio del caos en el que se debate, otra posibilidad de salvación que abandonar la política funesta en que poco a poco, por error o por la fuerza, han ido cayendo todas las naciones en mayor o menor grado". 
De Tomaso Murió a la edad de 44 años, el 3 de agosto de 1933. Murió prematuramente, siendo muy reconocido por su gestión ejecutiva, que ayudó a la Argentina a salir de la crisis económica que afectaba gravemente al país, luego del Crack del 29.

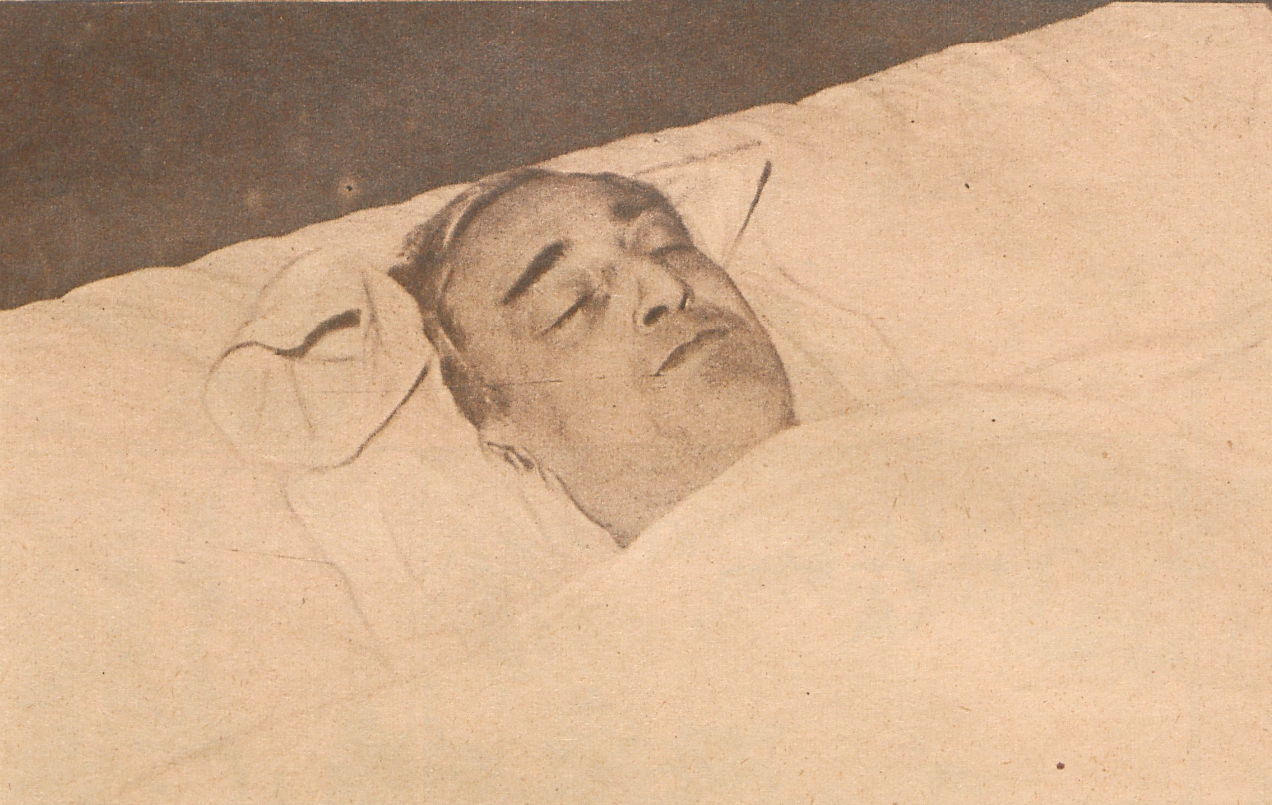
De Tomaso en su lecho de muerte

En su edición del 4 de agosto de 1933 el diario La Tierra, perteneciente a la Federación Agraria Argentina, dedicó su portada a la cobertura del fallecimiento del Ministro de Agricultura de la Nación, el socialista independiente Antonio De Tomaso, ocurrida el día anterior. Las extensas notas en su tapa y en grandes letras de imprenta dedicadas a informar su deceso, se complementaron con otras que resaltaron su trayectoria en la política partidaria, su acción parlamentaria y su gestión como ministro del gobierno de Agustín P. Justo. El diario rosarino sorprendió así a sus lectores esa mañana (en gran parte chacareros federados) con la noticia de la muerte del ministro, a la que dedicó también su portada del día sábado 5 de agosto, con la cobertura de su sepelio y de los homenajes públicos que recibió. La redacción de La Tierra podía estar satisfecha de esa cobertura periodística que se desplegó tanto en la exaltación de De Tomaso en su condición de dirigente político y parlamentario, como en el encomio de su desempeño como Ministro de Agricultura. Se trataba para el diario de un funcionario que comprendía los problemas de los agricultores y gestionaba su solución. Todo ello hacía merecido el reconocimiento de los chacareros: "Al ministro de Agricultura Antonio De Tomaso [afirmaba en una de sus notas] debe el país y sobre todo deben los agricultores su liberación de la demoledora empresa de los elevadores de granos, por decreto del anterior gobierno".
La propia dirigencia de la Federación Agraria Argentina, hizo suyo ese reconocimiento adhiriéndose al duelo de la familia De Tomaso, enviando a la viuda un telegrama de condolencias firmado por su presidente, en donde le expresaba las esperanzas, ahora truncadas por la muerte, que su gestión en el ministerio había despertado entre los agricultores: "La muerte de su esposo, arrebatado al afecto del hogar, aflige también a los hogares agrarios que en él cifraron esperanzas de un porvenir que los hiciera más útiles y más dignos para sí mismos y para la gran familia argentina. La Federación Agraria Argentina, hogar agrario, se inclina entristecida sobre la tumba de Antonio De Tomaso y se asocia al dolor profundo que embarga a los miembros de su hogar". Estas opiniones estaban dadas por el hecho que De Tomaso llevó adelante desde su cartera una serie de medidas de emergencia reclamadas por los agricultores para mejorar su crítica situación económica provocada por las consecuencias de la crisis mundial, y fundamentalmente por otras que estuvieron destinadas a modificar las condiciones legales de organización y funcionamiento de la agricultura pampeana.
El presidente Justo dispuso que fuera velado en la Casa Rosada. El féretro fue llevado en procesión fúnebre desde su domicilio hasta Plaza de Mayo por una multitud de personas, y al día siguiente fue llevado al Cementerio de la Recoleta. La ceremonia fúnebre, encabezada por Justo, contó con la presencia de distintos funcionarios del gobierno nacional, parlamentarios y compañeros del PSI. La Cámara de Diputados nombró una Comisión de homenaje. El 18 de septiembre de 1933 se realizó un “funeral cívico” en el que habló Federico Pinedo y actuó la Asociación Sinfónica de Buenos Aires, siendo el evento transmitido por la radio. En 1936 sus restos fueron trasladados a un mausoleo que se erigió en el mismo Cementerio de la Recoleta. 
Para el historiador Tulio Halperín Donghi, De Tomaso fue "acaso el más brillante político de su generación en la Argentina". 